# Jacques Champion de Chambonnières
Jacques Champion de Chambonnières /ʒak ʃɑ̃ˈpjõ də ʃɑ̃bɔˈnjɛʁ/, in alcuni testi antichi noto anche come Jacques Champion o Jacques Chambonnières (1601? – Parigi, 1672) è stato un compositore e clavicembalista francese, considerato il fondatore della scuola clavicembalistica francese.

## Biografia
Nato in una famiglia di musicisti e organisti al servizio di Francesco I di Francia, Jacques Champion de Chambonnières fu il primo ad acquisire una vera e propria notorietà come compositore ed esecutore di musica per clavicembalo. Fu inoltre proprio lui a scoprire il talento di Louis Couperin, che in seguito portò con sé a Parigi.
Verso il 1622 Champion de Chambonnières si sposò con Marie Leclerc. Il 25 febbraio 1635 si esibì con il Ballet de la marine davanti al re Luigi XIII di Francia presso l'Arsenale. Il 23 febbraio 1653 eseguì il Ballet royal de la nuit insieme a Luigi XIV in persona e a Jean-Baptiste Lully. Il 14 aprile 1654 eseguì il balletto dell'opera Le nozze di Peleo e di Theti di Carlo Caproli.
Rimasto vedovo, nel 1652 si risposò con Marguerite Ferret, figlia di un avvocato di corte. Nel 1654 tentò di entrare al servizio della regina Cristina di Svezia, e, nel 1656, una corrispondenza con Christian Huygens informa del suo desiderio di trasferirsi ad Amsterdam. Musicista piuttosto superbo, nel 1662 cadde in disgrazia per essersi rifiutato di suonare il basso continuo in un'opera di Jean-Baptiste Lully, compito che egli riteneva indegno. Il suo gusto smodato per il lusso e le sue spese eccessive fecero sì che sua seconda moglie lo lasciasse.
L'incarico di clavicembalista del re ricoperto da Champion de Chambonnières, rifiutato da Louis Couperin per rispetto al suo scopritore, venne allora occupato da Jean-Henri d'Anglebert, uno dei suoi allievi. In seguito Chambonnières si dedicò alla pubblicazione della sua opera (due volumi, pubblicati nel 1670). Nei volumi, però, non ci sono tutte le sue composizioni, e alcune si trovano in diversi manoscritti, come il manoscritto Bauyn.
Jacques Champion de Chambonnières morì a Parigi nel 1672.

## Stile
La musica di Chambonnières deriva completamente dalla danza. Totalmente assenti sono, nella sua produzione, forme come fughe, ricercari o fantasie, benché all'epoca riscuotessero notevole successo. Se escludiamo le double, semplici ripetizioni arricchite, il suo repertorio non comprende neanche variazioni. Lo stile dei suoi lavori è generalmente binario, fatta eccezione per le pavane e per i pezzi in forma di rondò. La tessitura e la struttura delle composizioni per clavicembalo rivelano il chiaro influsso dei suonatori di liuto.
L'intera sua produzione non è raggruppata in suite: l'interprete, al momento delle esecuzioni, in genere costruisce lui stesso una suite scegliendo fra danze di tonalità correlate. Chambonnieres adattò al clavicembalo gli elementi di danza delle suite e lo stile liutistico, consistente in arpeggi e accordi. Questo stile, in seguito, caratterizzò la musica clavicembalistica francese per circa un secolo.